# Música en Andalucía
La música andaluza es tanto la música tradicional propia del territorio español de Andalucía, como un tipo de música específico de género culto, definido por unas características propias en el ámbito métrico, melódico, armónico y formal. En el ámbito armónico es muy frecuente el uso de la cadencia andaluza. Por ello, puede hablarse con propiedad de música andaluza compuesta por compositores no andaluces. En el ámbito de la musicología, a esta tendencia suele llamársele Andalucismo musical. Destacados géneros de música andaluza son el flamenco, la copla andaluza y el rock andaluz.

## Historia
La historia de Andalucía es de una gran complejidad debido a su amplia dilatación en el tiempo. Su posición geoestratégica en el extremo sur de Europa, entre este lugar y África, entre el océano Atlántico y el mar Mediterráneo, así como sus riquezas minerales y agrícolas y su gran extensión superficial de 87.268 km² (mayor que muchos de los países europeos), forman una conjunción de factores que hicieron de Andalucía un foco de atracción de otras civilizaciones ya desde el inicio de la Edad de los Metales. Por ello existen gran cantidad de sustratos musicales que han contribuido a la conformación de la música andaluza, como son el prerromano, el hispanorromano, el judío, el cristiano, el mozárabe, el castellano, el gitano, etc.

### Edad Antigua
Durante la Antigüedad varios autores latinos mencionan que las muchachas gaditanas (puellae gaditanae), de origen tartésico, que cantaban y bailaban acompañadas por las baetica crusmata (una especie de crótalos), y cuyos bailes rítmicos y sensuales llevaban al paroxismo, eran de las más apreciadas en las fiestas romanas. Posteriormente el cristianismo empezó a penetrar en la Bética en torno al siglo II y fue consolidándose fuertemente en dicho territorio hasta el VIII, en que se produjo la islamización de la península ibérica. Este cristianismo primitivo y, en consecuencia, su música, estaba muy impregnado de las culturas latina, griega y judía.

### Edad Media
La Invasión musulmana de la península ibérica iniciada en el 711, se efectuó de manera bastante rápida y con poco aporte de población foránea, en torno a un 2 % de árabes y un 8% de bereberes. Por ello la cultura musulmana árabe se mezcló con un potente substrato latino, creándose una cultura sincrética muy vinculada a la clásica, original y diferenciada dentro del conjunto del Dar al-Islam.
El territorio de la actual Andalucía, como el resto al-Ándalus, quedó desconectado de las grandes reformas musicales impulsadas por el papa Gregorio Magno en el Occidente Cristiano, sobreviviendo en el territorio andalusí el rito mozárabe y su canto, con modos musicales propios y diferenciados de los del resto de la Europa cristiana. La influencia oriental, que ya estaba presente en la formación del canto mozárabe, se vio reforzada por la presencia de músicos bizantinos en la corte cordobesa y por la reforma musical de Ziryab en el califato. 
Sin embargo hay testimonio de pervivencias paganas y latinas en al-Ándalus. En este sentido se utilizaba la palabra zamra para definir las unas fiestas profanas mozárabes cuya celebración en la península ibérica era anterior a la llegada del Islam. En estas  zamr, de cuyo nombre deriva la palabra zambra, se cantaban coplas en lengua mozárabe, se bailaba y se bebía vino. Asimismo el surgimiento en suelo andalusí de géneros poéticos distintos a la clásica qasida árabe, como son el zéjel y la moaxaja, y especialmente las jarchas, que son remates líricos a modo de estribillo que constituyen la lírica romance más antigua de Europa, también apunta hacia el carácter original y sincretico de al-Ándalus.  
La presencia judía en la península ibérica desde la Antigüedad como consecuencia de la diáspora, continuó en tiempos de al-Ándalus, aunque no hay noticias concretas de su influjo musical durante este periodo.
En el campo de la música tradicional, a lo largo de la primera mitad del siglo XIII la conquista castellana de Sierra Morena y el Valle del Guadalquivir, que incorporó este territorio a la Corona de Castilla, trajo consigo al territorio de Andalucía las letras y la música del romancero castellano. Del mismo modo la música culta castellana, especialmente la religiosa, según el rito romano, empezó a cultivarse en las tierras andaluzas. La influencia de la población mudéjar durante este periodo no está clara, teniendo en cuenta que gran parte de ella fue expulsada tras la Revuelta de 1264.

### Edad Moderna
La conquista castellana de Granada durante el siglo XV y la subsiguiente repoblación de su territorio, no fue obstáculo para la permanencia de gran cantidad de población morisca, heredera de la sincrética cultura andalusí. En este sentido los moriscos siguieron cultivando la zamra, que los repobladores cristianos creyeron originaria de los moriscos y que los andalusíes consideraban herencia hispanorromana. 
Tras décadas de relativa tranquilidad y convivencia con los conquistadores, los moriscos se sublevaron. Como medida de represión, fueron dispersados por los territorios de la Corona y finalmente se decretó la Expulsión de los moriscos en 1609. Según la opinión de algunos autores esta dispersión pudo posibilitar que la población morisca en parte se diluyera con otros grupos marginales, especialmente con los calés y que, en la fecha de la expulsión, muchos pudieron haberse camuflado ya entre los referidos gitanos para evitar el destierro, de modo que durante varias décadas se produciría un maridaje étnico que permitiría un trasvase cultural y musical. De esta manera los gitanos, que habían llegado a la península hacia 1415, sirvieron de correa de transmisión entre el mundo marginal morisco y la cultura urbana. Muchos de ellos se dedicaron al canto y a la danza como forma de subsistencia, cultivando el romance, la seguidilla o la zarabanda, como se refleja en La Gitanilla de Miguel de Cervantes.
Desde el siglo XVI al XVIII está documentada la presencia de población negra en el área litoral de la Baja Andalucía, cuya posible influencia está muy poco estudiada. Sin embargo estudiosos de la música africana han encontrado claras líneas de relación entre algunas formas musicales españolas y la música de África Occidental, sobre todo de la música Yoruba. De este modo, la chacona y sobre todo el fandango, podrían estar emparentadas con la chica, una danza yoruba relacionada con la yuca y que está en el origen de buena parte de la música afrocubana, en especial, de la rumba. También los pies rítmicos de los tanguillos, las seguiriya y las bulerías han sido relacionados con un origen africano, por estar vinculadas con la rítmica en cruz, que une la polimetría y la polirritmia y que son típicas de África. A juicio de algunos autores, pudo haber influencia de la música afrocubana ya desde el siglo XVII, que configuraría el fandango y otras formas musicales. Lo cierto es que durante tres siglos el monopolio del comercio con América radicó en puertos andaluces, lo que motivó un intercambio cultural que abarca desde lo gastronómico y lo arquitectónico hasta lo musical. Los cantos y danzas andaluces y españoles en general viajaron con los primeros pobladores a América, sufriendo importantes transformaciones, desarrollándose de manera divergente y retornando desde las colonias. Por todo ello puede afirmarse que la influencia africana llegó a la música de Andalucía, bien directamente a través de la población negra o bien a través de la música afrocubana en los siglos XVII, XVIII y XIX.

### Edad Contemporánea
Tras siglos de marginación y persecución, iniciada por los Reyes Católicos y culminada con la Gran Redada de 1749, la Pragmática de Carlos III de 1783 inició el camino de mejora de las condiciones de vida de los gitanos españoles. 
Posteriormente, como consecuencia de la Guerra de Independencia (1808-1812) se despertó en la conciencia española un sentimiento de orgullo racial que contrapone al ilustrado afrancesado la fuerza telúrica del majo, arquetipo del individualismo, la gracia y el casticismo. En ese ambiente comenzó a triunfar el costumbrismo andaluz y la moda cañí. Las cantiñas gaditanas sufrieron la influencia de la jotas patrióticas algunas de cuyas letras y el aire de su ejecución impregnó a las alegrías, dando lugar a lo que se denominó jota flamenca. 
Paralelamente el romanticismo habían visto en el gitano y en otros tipos andaluces como el bandolero un arquetipo de individualismo que triunfó tanto en La Corte como entre los viajeros románticos del centro y norte de Europa. De este modo los gitanos, especialmente dotados y propensos a la música y la danza, cultivadores y mantenedores del folklore de sus lugares de acogida en toda Europa, hicieron lo propio con el rico folklore andaluz, llegando a una síntesis entre lo andaluz y lo gitano que luego se conocerá como flamenco, género que acabó por profesionalizarse produciéndose una separación entre el virtuosismo del cantaor y las posibilidades interpretativas del pueblo llano, sin que esto supusiera que el flamenco perdiera su carácter popular aunque minoritario.
A mediados del siglo XIX aparecieron en Andalucía la farruca y el garrotín, provenientes del folclore del norte de España.

### Historia de la danza en Andalucía
En el Siglo de Oro los cantos y danzas populares españoles, como los romances, las zarabandas, chaconas y seguidillas, llegaron a los escenarios en forma de intermedios o entremeses durante las obras teatrales, modificando sus rasgos populares. Los escritores tanto españoles como extranjeros relatan la existencia de cuadrillas de músicos y bailarines profesionales.
En el tránsito del siglo XVII al XVIII los bailarines profesionales siguieron haciendo cambios creativos en bailes populares, como el fandango y la seguidilla, añadiendo elementos, giros y eliminando de ellos lo tosco y lo explícito sexualmente. En Andalucía se cultivaron especialmente las seguidillas sevillanas, la seguidilla gitana y el zapateado. Asimismo, el monopolio del comercio con las Indias de Sevilla y Cádiz, y el consecuente tráfico de esclavos negros hacia América, propició la presencia en varias ciudades portuarias bajo andaluzas de colonias de negros, que influyeron con su música y danza en la población local, en un movimiento de ida y vuelta entre África, España y América. En Cádiz surgió el zorongo, un baile que según las letras de los pliegos de cordel era originario del Congo, aunque posteriormente Teófilo Gautier lo describió bailado por gitanos. El fandango llegó a España desde las Indias, siendo considerado en las Antillas un baile de negros. A finales del XVIII el fandango era un baile muy concreto y popular, tanto en los escenarios como en las fiestas. Su coreografía se acompañaba de castañuelas y pitos e incluía el zapateado. Hoy día ya no se baila.
A finales del XVIII se creó el bolero, cuya supuesta paternidad es compartida por varios bailarines, si bien Serafín Estébanez Calderón atribuye su definitiva codificación al maestro murciano Requejo. La manera de bailar el bolero pasó a crear un estilo de baile, llamado escuela bolera, un auténtico compendio del baile popular español estilizado que, en la primera mitad del XIX entró en las academias de baile, con bailes como el polo, la tirana y el ole.
En 1815 es citado el jaleo en la obra teatral Los gitanos. En palabras de Felipe Pedrell era un baile animado aunque escrito en tono menor. Existían varios jaleos, siendo el más popular el jaelo de Jerez, que muchos famencólogos creen que es el antecesor directo de las bulerías y soleares, uno de los palos fundamentales del flamenco. Arcadio Larrea sostiene que la estilización académica de estos jaleos pudo dar lugar a la caña y el polo, cuyo éxito en la década de 1840 atestigua Estébanez Calderón. Cuando el jaleo llegó a los cafés cantantes, puede que se ralentizara, para propiciar una mayor exhibición de las dotes del cantaor, dando lugar al nacimiento de la soleá "para escuchar" tal y como se entiende hoy día. 
En las ciudades de América donde había población esclava de origen africano, los cabildos o las cuadrillas de negros se reunían en lugares públicos, como en los arrabales de La Habana, donde se expresaban musicalmente. En la década de 1830 llegaron a Cádiz los sones y los pasos de los tangos de negros: fréneticos bailes de compás binario. Allí tuvieron un gran éxito, incorporándose a las fiestas gaditanas y a las letras de pliegos de cordel y de zarzuelas. El tango se constituyó como uno de los palos fundamentales del flamenco desde la época fundacional de los cafés cantantes. Asimismo el tanguillo se hizo el heredero de la polirritmia africana.

## Música académica
Fundamentales en la historia de la música clásica en Andalucía son los compositores Cristóbal de Morales, Francisco Guerrero, Francisco Correa de Arauxo, Manuel García, Manuel de Falla, Joaquín Turina, Manuel Castillo y el guitarrista Andrés Segovia, padre de la guitarra clásica moderna.

### Andalucismo musical
El andalucismo musical es un tipo de música específico, tanto de género popular como culto, definido por unas características propias en el ámbito métrico, melódico, armónico y formal. Por ello, puede hablarse con propiedad de música andaluza compuesta por compositores no andaluces. En el ámbito de la musicología, a esta tendencia suele llamársele Andalucismo musical, y se encuentra inmersa en una corriente más amplia, con raíces en el romanticismo del siglo XIX, conocida como Pintoresquismo musical.

### Historia de la danza en Andalucía
En el Siglo de Oro los cantos y danzas populares españoles, como los romances, las zarabandas, chaconas y seguidillas, llegaron a los escenarios en forma de intermedios o entremeses durante las obras teatrales, modificando sus rasgos populares. Los escritores tanto españoles como extranjeros relatan la existencia de cuadrillas de músicos y bailarines profesionales.
En el tránsito del siglo XVII al XVIII los bailarines profesionales siguieron haciendo cambios creativos en bailes populares, como el fandango y la seguidilla, añadiendo elementos, giros y eliminando de ellos lo tosco y lo explícito sexualmente. En Andalucía se cultivaron especialmente las seguidillas sevillanas, la seguidilla gitana y el zapateado. Asimismo, el monopolio del comercio con las Indias de Sevilla y Cádiz, y el consecuente tráfico de esclavos negros hacia América, propició la presencia en varias ciudades portuarias bajo andaluzas de colonias de negros, que influyeron con su música y danza en la población local, en un movimiento de ida y vuelta entre África, España y América. En Cádiz surgió el zorongo, un baile que según las letras de los pliegos de cordel era originario del Congo, aunque posteriormente Teófilo Gautier lo describió bailado por gitanos. El fandango llegó a España desde las Indias, siendo considerado en las Antillas un baile de negros. A finales del XVIII el fandango era un baile muy concreto y popular, tanto en los escenarios como en las fiestas. Su coreografía se acompañaba de castañuelas y pitos e incluía el zapateado. Hoy día ya no se baila.
A finales del XVIII se creó el bolero, cuya supuesta paternidad es compartida por varios bailarines, si bien Serafín Estébanez Calderón atribuye su definitiva codificación al maestro murciano Requejo. La manera de bailar el bolero pasó a crear un estilo de baile, llamado escuela bolera, un auténtico compendio del baile popular español estilizado que, en la primera mitad del XIX entró en las academias de baile, con bailes como el polo, la tirana y el ole.
En 1815 es citado el jaleo en la obra teatral Los gitanos. En palabras de Felipe Pedrell era un baile animado aunque escrito en tono menor. Existían varios jaleos, siendo el más popular el jaelo de Jerez, que muchos famencólogos creen que es el antecesor directo de las bulerías y soleares, uno de los palos fundamentales del flamenco. Arcadio Larrea sostiene que la estilización académica de estos jaleos pudo dar lugar a la caña y el polo, cuyo éxito en la década de 1840 atestigua Estébanez Calderón. Cuando el jaleo llegó a los cafés cantantes, puede que se ralentizara, para propiciar una mayor exhibición de las dotes del cantaor, dando lugar al nacimiento de la soleá "para escuchar" tal y como se entiende hoy día. 
En las ciudades de América donde había población esclava de origen africano, los cabildos o las cuadrillas de negros se reunían en lugares públicos, como en los arrabales de La Habana, donde se expresaban musicalmente. En la década de 1830 llegaron a Cádiz los sones y los pasos de los tangos de negros: fréneticos bailes de compás binario. Allí tuvieron un gran éxito, incorporándose a las fiestas gaditanas y a las letras de pliegos de cordel y de zarzuelas. El tango se constituyó como uno de los palos fundamentales del flamenco desde la época fundacional de los cafés cantantes. Asimismo el tanguillo se hizo el heredero de la polirritmia africana.

## Flamenco

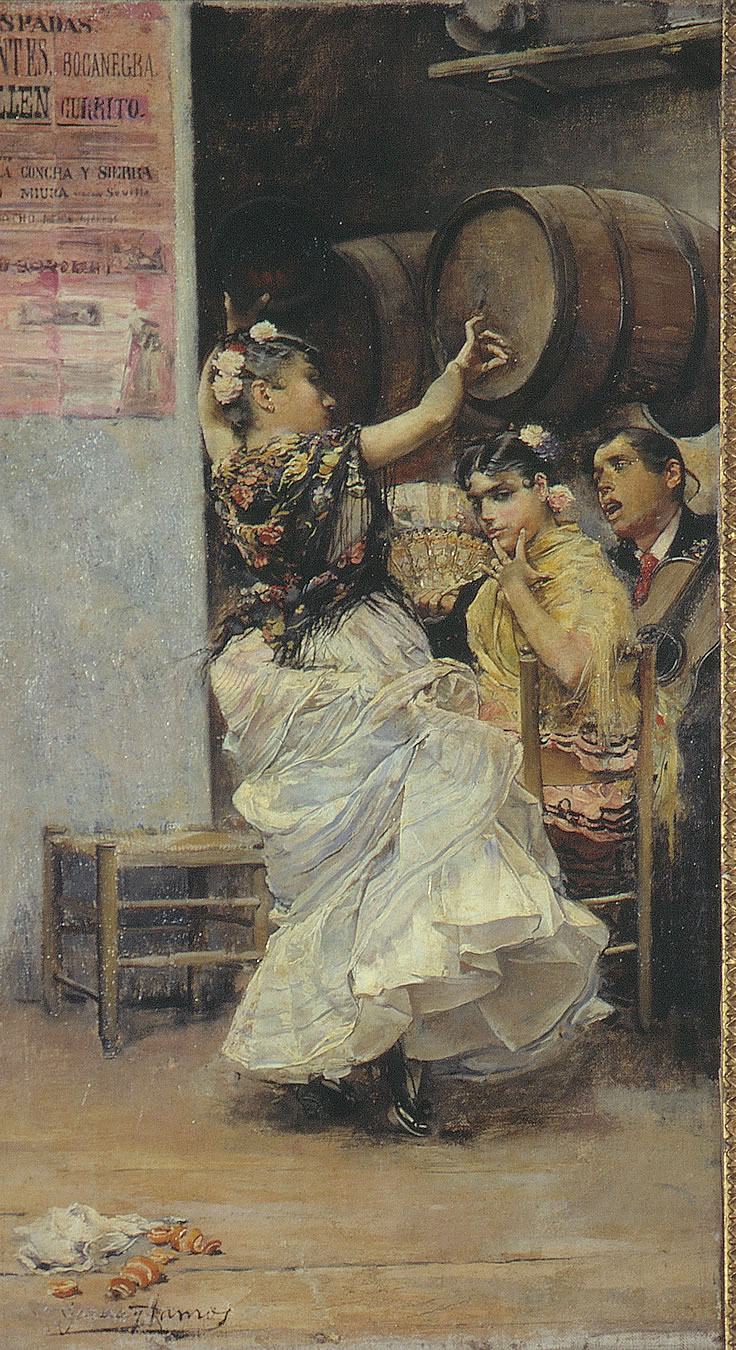
Baile por bulerías, de José García Ramos.

El flamenco es un género de música y danza que se originó y desarrolló en la Baja Andalucía a partir del siglo XIX, que tiene como base la música y la danza andaluza y en cuyo desarrollo han influido notablemente los gitanos. El cante, el toque y el baile son las principales facetas del flamenco el cual se ha convertido en uno de los principales referentes de la cultura andaluza y española en todo el mundo.

## Copla andaluza
La copla andaluza es un tipo de canción ligera que floreció en España a partir de la década de 1940. Quintero, León y Quiroga son los tres creadores más importantes de este género, entre otros muchos.
Contemporáneamente cabe hacer mención a los compositores e intérpretes de copla andaluza, como Estrellita Castro, Lola Flores, Carlos Cano, Juanito Valderrama y Rocío Jurado

## Rock andaluz
El Rock Andaluz es un subgénero de fusión entre el rock y la música folclórica andaluza, en especial el flamenco. Su desarrollo abarca la segunda mitad de la década de 1970 y los primeros años de la de 1980, aunque los primeros grupos que realizan fusiones en esta línea, lo hacen en el cambio de década entre los años 1960 y los 70 (Gong, Smash, Gualberto, Nuevos Tiempos...). Como subgénero, formó parte de un movimiento general de búsqueda de las raíces, que dio lugar a corrientes similares en Castilla, Cataluña y otros lugares, además de recuperar para el gran público músicas de origen tradicional, incluida la música celta.
En el desarrollo del género, se siguen dos grandes líneas, relacionadas con géneros musicales predominantes en el rock de la época: Por un lado, la línea progresiva y sinfónica, que fue la más numerosa y la que más éxito de ventas obtuvo (Triana, Alameda, Cai, Imán, Mezquita...); por otro, la línea de fusión jazzera, que incorporó a grupos como Guadalquivir, Vega o La Banda del Tío Paco. Hubo una tercera línea de desarrollo, más tardía, que partía de supuestos más cercanos al rock duro, con Storm como pioneros y Medina Azahara como grupo más conocido, y el único que sobrevive.

## Blues andaluz
El blues está fuertemente vinculado al desarrollo del rock en Andalucía y ha logrado mantener una escena regional propia al menos desde 1967, cuando los grupos de rock progresivo sevillanos impulsaron la escena musical andaluza. Tanto Gong, que aparece en 1967, como Smash (1968) o Green Piano (1969), grabaron singles compuestos por temas blues, todos ellos para el sello catalán "Als 4 Vents". Con el comienzo de la década de los 80, aparece uno de los grupos emblemáticos del blues-fusión andaluz, Pata Negra, liderada por Raimundo Amador, que había estado en el grupo Veneno, y su hermano Rafael. La banda realiza un blues-rock organizado sobre conceptos flamencos. En los años siguientes, aparecen algunas de las bandas señeras del blues andaluz: Caledonia Blues Band, creada en 1986; Entresuelos; Algeciras Blues Express, etc. La formación de bandas similares en otros lugares de la Comunidad, como Lito Blues Band, en Málaga, o La Blues Band de Granada, en esta ciudad, completa el panorama. En los años 90, se incorporan nuevas bandas, como Los Perkins, Southern Cats, Blues Machine (después llamados Blues Blasters), Los Lagartos, Blues de Garrafa...

## Manifiesto Canción del Sur
Fue un movimiento cultural y musical, nacido en Granada (Andalucía, España) en el año 1968, dentro de la corriente más amplia de canción social que, en esos años, se desarrolló de forma generalizada en toda España e Iberoamérica. El movimiento se disolvió a comienzos de 1976. Su desarrollo coincidió temporalmente, aunque de forma parcial, con movimientos similares en otras zonas de España, como es el caso de Els Setze Jutges, en Cataluña, o Ez Dok Amairu, en Euskadi.